# Bratronice
Bratronice [ˈbratrɔɲɪt͡sɛ] (deutsch Bratronitz) ist eine Gemeinde in Tschechien. Sie liegt sieben Kilometer südwestlich von Blatná in Südböhmen und gehört zum Okres Strakonice.

## Geographie

### Geographische Lage
Bratronice liegt an einer Anhöhe zwischen den Bächen Brložský potok und Bratronický potok im Hügelland Blatenská pahorkatina. Das Dorf wird von zahlreichen Teichen umgeben, von denen der Pazderník, Trávnický rybník, die Líkovka, der Kovašín, der Nahošín, die Řežabina und der Velký rybník die größten sind. Nördlich erhebt sich der Holý vrch (571 m), im Osten der Na Borkách (554 m) und nordwestlich die Pětnice (587 m).

### Gemeindegliederung
Die Gemeinde Bratronice besteht aus den Ortsteilen Bratronice (Bratronitz) und Katovsko (Katowsko).

### Nachbargemeinden
Nachbarorte sind Lažánky und Jindřichovice im Norden, Chvalov, Rošice und Čekanice im Nordosten, Samota, Milčice, Na Sázkách und Lažany im Osten, Doubravice im Südosten, Nahošín und Chalupy im Süden, Katovsko, Mečichov und Libučka im Südwesten, Komušín und Slivonice im Westen sowie Čečelovice und Záboří im Nordwesten.

## Geschichte
Die erste schriftliche Erwähnung von Bratronice erfolgte 1227 als Besitz des Klosters St. Georg auf der Prager Burg. Im 14. Jahrhundert entstand ein Vladikensitz, dessen erster überlieferter Besitzer im Jahre 1361 Mikuláš von Bratronice war. Ihm folgten Čeněk von Bratronice, Bedřich von Bratronice sowie dessen Witwe Kateřina. Diese verkaufte das Gut 1397 an Mikuláš von Kestřany. Im Jahre 1433 gehörte das Gut Beneš von Bratronice, und ab 1457 Jan von Bratronice. Weitere Besitzer waren zwischen 1509 und 1517 Smil von Sedlice, danach Hynek Radkovec von Mirovice und dessen Sohn Petr. Um 1576 erwarb der Hauptmann des altböhmischen Kreises Prachin, Johann d. Ä. Hořitzky von Prosty, der auch Besitzer der Güter Zaboř, Pole, Kadow und Bezdiekau war, Bratronice und Jindřichovice für 4500 Schock meißnische Groschen. Im Jahre 1586 kaufte er zudem vom Strakonitzer Großprior Christoph d. Ä. von Wartenberg das unwirtschaftliche kleine Gut Katowsko für 775 Schock böhmische Groschen auf und vereinigte es mit Bratronitz. Die Feste Bratronice ließ er 1603 zu einem Renaissanceschloss umgestalten und neue Wirtschaftsgebäude errichten. 1616 erbte seine Tochter Salomena und deren Mann Adam d. Ä. Wratislaw von Mitrowitz († 1624), der auch Herr auf Pořitz, Miressow und Mirotitz war, den Besitz.
Mit dem Tode von Margarethe Barbara Gräfin Lažanska, geborene Wratislaw von Mitrowitz, gingen deren Güter Bratronitz und Katowsko 1684 an die Grafen Lažansky von Buggau (Lažanští z Bukové) über. Unter Ferdinand Lažansky von Buggau war das Gut kurzzeitig mit der Herrschaft Manětín verbunden. Zu den weiteren Besitzern gehörte Adam Graf Lažansky von Buggau auf Bratronitz, Mladiegowitz und Wosek († 1737). Die Epitaphe von Adam Wratislaw von Mitrowitz, Barbara Lažanska und Adam Lažansky befinden sich in der Gruft der Kirche von Záboří. Nach Adam Lažanskys Tod fiel das Gut 1739 an dessen Gläubiger. Um 1750 erwarb der k.k. Landrat Christian Joseph Paulin Freiherr von Gfäßer das Gut. Von ihm erbten es im Jahre 1800 seine Söhne Christian Anton und Johann Jacob zu gleichen Teilen. Erster kaufte 1805 den Anteil seines Bruders aus und wurde damit zum alleinigen Besitzer. Die Freiherren Gfäßer erweiterten das Gut noch um die Dörfer Třebohostice, Nahošín und Čečelovice. Von Christian Anton Freiherr Gfäßer erbte am 10. August 1831 dessen Neffe Joseph Talazko von Gestetitz das Gut. Dieser wurde 1835 bei den Krönungsfeierlichkeiten Ferdinands V. in Prag zum Sankt Wenzels-Ritter geschlagen.
Im Jahre 1840 hatte das Gut eine Nutzfläche von 2265 Klaftern 1251 Quadratjoch. Es umfasste die Dörfer Bratronitz, Gindřichowitz (Jindřichovice), Katowsko (Katovsko) und Střebohostitz sowie acht Häuser von Čečelowitz und ein Haus von Nahoschin (Nahošín) mit insgesamt 656 tschechischsprachigen Einwohnern, darunter drei Israelitenfamilien. Das Gut bewirtschaftete in Bratronitz, Roschitz und Katowsko drei Meierhöfe sowie eine Schäferei bei Bratronitz. Das Dorf Bratronitz bestand aus 37 Häusern mit 248 Einwohnern, darunter drei Israelitenfamilien. Im Ort bestand ein herrschaftliches Schloss mit der öffentlichen Schlosskapelle des hl. Josef und der Wohnung des Amtsverwalters sowie ein Meierhof, ein Bräuhaus, eine Branntweinhaus, eine Pottaschensiederei und ein Wirtshaus. Abseitig lagen die Schäferei Chwalow (Chvalov), die Podtrawniker Mühle und die Mühle Likowka. Pfarrort war Zaboř, bei der Schlosskapelle war ein gestifteter Kaplan angestellt, der täglich eine Messe las. Bis zur Mitte des 19. Jahrhunderts blieb Bratronitz immer das Amtsdorf des Gutes Bratronitz.
Nach der Aufhebung der Patrimonialherrschaften bildete Bratronice/Bratronitz ab 1850 mit dem Ortsteil Kátovsko/Katowsko eine Gemeinde in der Bezirkshauptmannschaft und dem Gerichtsbezirk Blatná. 1864 vererbte Joseph Talazko, der unverheiratet und ohne Nachkommen blieb, das Gut seinem Neffen Josef Battaglia de Sopramonte, von ihm erbte es im Jahre 1891 dessen Sohn Quido Battaglia. 1945 wurde die Familie Battaglia enteignet. Im Jahre 1957 entstand eine landwirtschaftliche Genossenschaft. Nach der Aufhebung des Okres Blatná wurde die Gemeinde 1960 dem Okres Strakonice zugeordnet. 1961 wurde Bratronice nach Záboří eingemeindet. Nach einem Referendum lösten sich Bratronice und Katovsko am 24. November 1990 wieder los und bildeten eine eigene Gemeinde.

## Kultur und Sehenswürdigkeiten

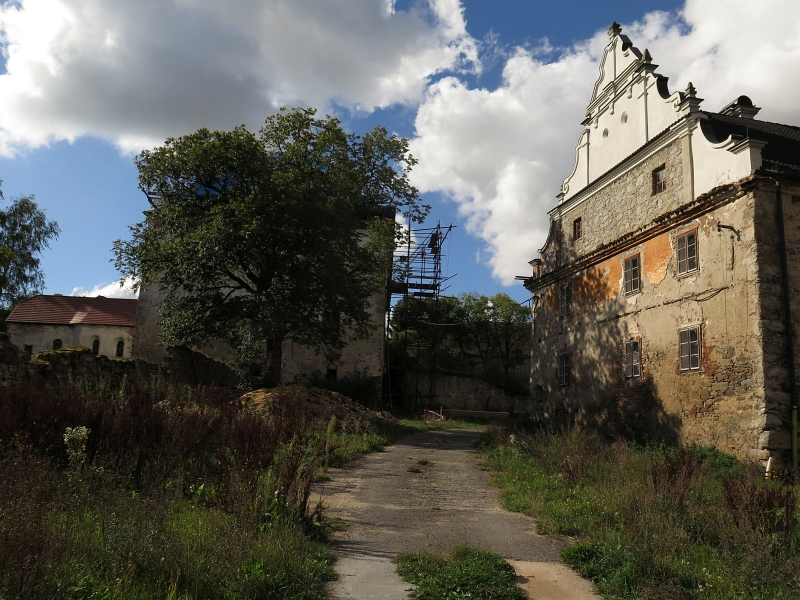
Schloss Bratronice

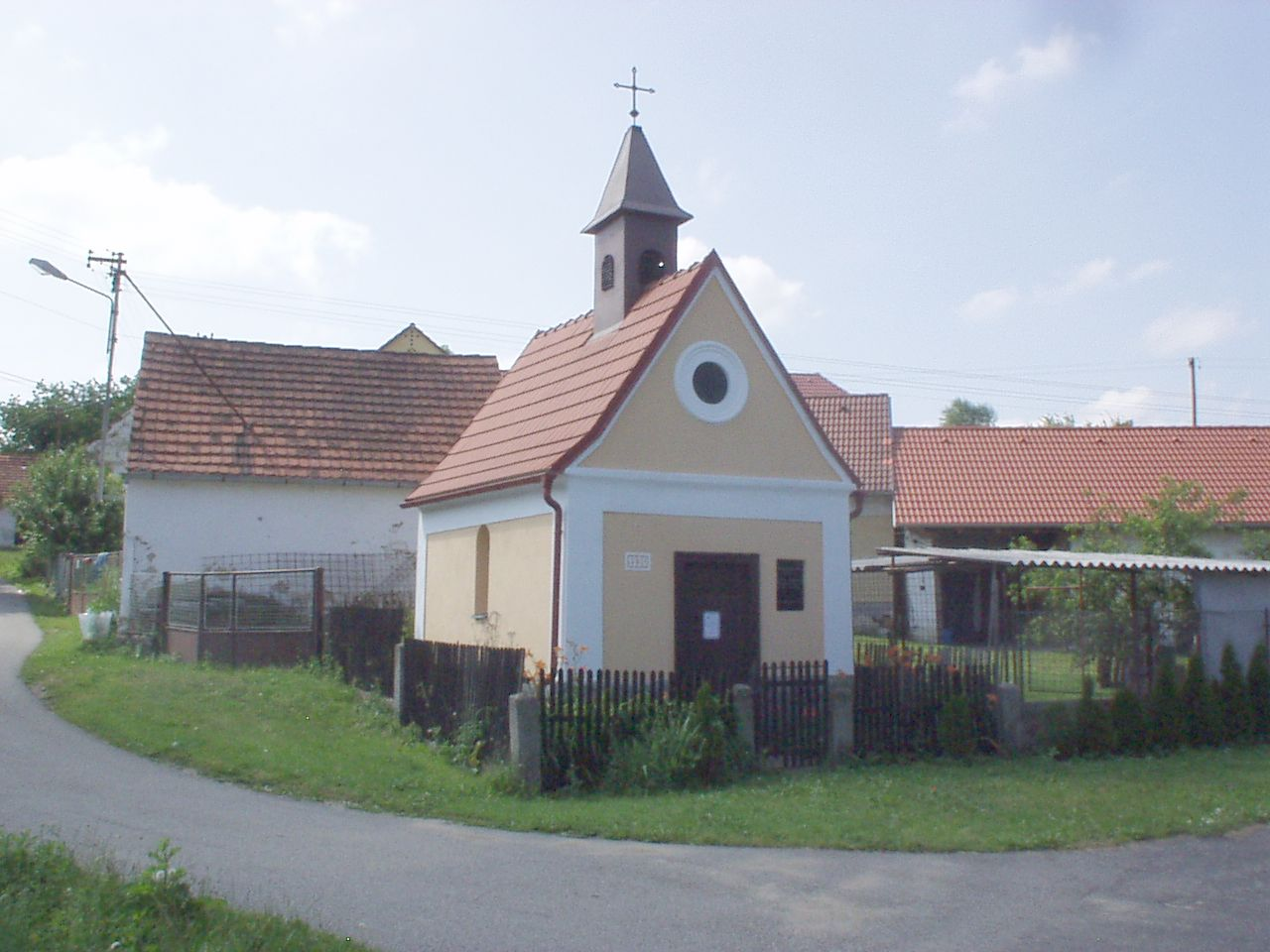
Kapelle in Bratronice

### Bauwerke
- Schloss Bratronice mit Schlosskapelle des hl. Josef, der eingeschossige Bau mit Mansarddach entstand 1603 für Johann d. Ä. Hořitzky von Prosty, dessen Wappen das Portal ziert, aus einer Feste und wurde im 18. Jahrhundert barock umgestaltet. Christian Joseph Paulin von Gfäßer ließ die Schlosskapelle 1758 um ein herrschaftliches Oratorium erweitern und den französischen Schlossgarten angelegen. 1945 wurde Quido Battaglia enteignet und lebte als Mieter im Schloss. Seine Tochter Blanka emigrierte 1948 in die Schweiz. Das Schloss mit dem Gut und den zugehörigen 18 Teichen wurde 1990 an Blanka Battaglia restituiert, sie verkaufte 1994 an die Prager Familie Špalov.
- Kapelle auf dem Dorfplatz, erbaut 1930
- Wirtschaftsgebäude mit Renaissancegiebeln
- Telekommunikations- und Aussichtsturm auf der Pětnice
- Čertův ranec, Gruppe von Granitblöcken südlich von Bratronice
- Grabkapelle der Freiherren Battaglia und Enis von Atter und Iveaghe in Chvalov[3]
- Gedenkstein für Christian Battaglia auf dem Dorfplatz, enthüllt 2002
- Nischenkapelle mit hölzerner Statue des hl. Johannes von Nepomuk
- Feste Katovsko

### Grünflächen und Naherholung
- Naturreservat Kovašínské louky, südöstlich des Dorfes am Teich Kovašín

## Persönlichkeiten
- Blanka Battaglia (1911–2005), Amateurradsportlerin und Schweizer Landesmeisterin in der Radakrobatik
- Christian Battaglia (1914–1991), Amateurradsportler und Rekordteilnehmer am Radmarathon Prag-Karlsbad-Prag. Er ist zusammen mit seiner Schwester Titelfigur in Ota Pavels Erzählung Baroni na kolech (Die Barone auf Rädern)